# Mianowanie
Mianowanie – podstawa nawiązania stosunku pracy, odrębna od umowy, powodująca powstanie stosunku służbowego wraz z doręczeniem osobie mianowanej aktu nominacyjnego przez właściwy organ.
Stosunek pracy na podstawie mianowania powstaje m.in. z nauczycielami akademickimi, sędziami i urzędnikami służby cywilnej. W przeszłości dotyczył również niektórych pracowników samorządowych
W drodze mianowania powstaje także stosunek służbowy w formacjach mundurowych (np. Policja, Straż Graniczna), nie jest to jednak stosunek pracy w rozumieniu Kodeksu pracy.